# Alain Néri
Alain Néri, né le 1er mai 1942 à Clermont-Ferrand (Puy-de-Dôme), est un homme politique français.

## Biographie
Après des études à l’école normale, Alain Néri se dirige vers l'éducation des enfants inadaptés et devient principal-adjoint de collège, chargé d'une section d'éducation spécialisée.
En 1981, il devient chargé de mission au conseil régional d'Auvergne, alors présidé par Maurice Pourchon, puis entre au cabinet de Roger Quilliot, ministre socialiste de l'Urbanisme et du Logement.
Il est élu en 1982 conseiller général du Puy-de-Dôme, puis conseiller municipal et maire de Beauregard-l'Évêque en 1983. Il est élu député de la deuxième circonscription du Puy-de-Dôme entre 1988 mais est battu en 1993 par Michel Cartaud, puis il est réélu sans discontinuer à partir de 1997 jusqu'à son élection au Sénat en 2011. Le 17 juin 2007, il est réélu pour la XIIIe législature (2002-2007). Il fait partie du groupe socialiste. Il est spécialiste des questions de formation professionnelle et d'anciens combattants.
Il fut vice-président de l'Assemblée nationale du 1er octobre 2008 au 6 octobre 2009 et secrétaire de l'Assemblée Nationale du 27 juin 2007 au 1er octobre 2008 et du 6 octobre 2009 au 30 septembre 2011. Il est membre du groupe d'études sur le problème du Tibet de Assemblée nationale.
Il est élu au Sénat à la suite des élections sénatoriales de 2011.
Alain Néri défend la date du 19 mars 1962 pour la commémoration officielle de la fin de la guerre d'Algérie. L'adoption de cette date par le vote de la loi du 8 novembre 2012 a, selon l'historien Guy Pervillé, « ranimé la querelle qui opposait, depuis beaucoup plus longtemps, les associations d'anciens combattants de gauche (FNACA et ARAC) qui ne voulaient commémorer que le 19 mars 1962 - date du cessez-le-feu ordonné par les accords d'Évian signés le 18 entre le gouvernement français et le GPRA - et toutes les autres associations qui préféraient n'importe quelle autre date parce que le 19 mars avait été non la fin de la guerre, mais le début de sa pire période ».
En 2014, en situation de cumul, il démissionne de son mandat de conseiller général du Puy-de-Dôme et est remplacé par Martine Malterre-Puyfoulhoux.
Il est membre du comité politique de la campagne de Vincent Peillon pour la primaire citoyenne de 2017 ; celui-ci est éliminé au premier tour. Il soutient Benoît Hamon au second tour.

## Synthèse des fonctions et mandats

### Au Sénat
- 01/10/2011 - 01/10/2017 : sénateur du Puy-de-Dôme

### À l'Assemblée nationale
- 13/06/1988 - 01/04/1993 : député de la deuxième circonscription du Puy-de-Dôme
- 01/06/1997 - 19/06/2007 : député de la deuxième circonscription du Puy-de-Dôme
- 20/06/2007 - 30/09/2011 : député de la deuxième circonscription du Puy-de-Dômee
- 28/06/2007 - 02/10/2008 : Secrétaire de l’Assemblée nationale[5]
- 07/10/2009 - 30/09/2011 : Secrétaire de l’Assemblée nationale[5]
- 02/10/2008 - 07/10/2009 : Vice-président de l'Assemblée nationale[5]

### Au conseil général
- 22/03/1982 - 02/10/1988 : vice-président du conseil général du Puy-de-Dôme (élu dans le canton de Vertaizon)
- 03/10/1988 - 27/03/1994 : membre du conseil général du Puy-de-Dôme
- 03/10/1988 - 29/03/1992 : vice-président du conseil général du Puy-de-Dôme
- 28/03/1994 - 30/04/2014 : membre du conseil général du Puy-de-Dôme

### Au niveau local
- 14/03/1983 - 23/05/2020 : maire de Beauregard-l'Évêque (Puy-de-Dôme)